# فيكتور فونتانا
فيكتور فونتانا (بالبرتغالية: Victor Fontana‏) هو سياسي برازيلي، ولد في 16 يوليو 1916 في سانتا ماريا، ريو غراندي دو سول في البرازيل، وتوفي في 5 ديسمبر 2017 في ساو باولو في البرازيل. في 1986 Brazilian parliamentary election ‏، انتخب عضو مجلس النواب البرازيلي ‏ عن دائرة Santa Catarina ‏.